# Hoàng Xuân Vinh
Hoàng Xuân Vinh (Hanoi, 1974. október 6. –) olimpiai bajnok vietnámi sportlövő.

## Pályafutása
A 2012-es londoni olimpiai játékokon a 9. helyen végzett légpuskában, éppen csak lemaradva a döntőről, míg a szabadpisztolyosok mögött mindössze 0,1 ponttal csúszott le a dobogó harmadik fokáról. Még ebben az évben, az Ázsia-bajnokságon megnyerte a légpuskások 10 méteres számát, egy évvel később pedig világbajnok lett. Sikereire való tekintettel a vietnámi néphadsereg ezredesévé léptették elő.
2016-ban – 41 évesen – a riói nyári játékokon, a férfi 10 m-es légpisztolyosok versenyében elsőként végzett 202,5 körrel, megszerezve ezzel hazája történetének első olimpiai aranyérmét. A férfi 50 méteres szabadpisztoly döntőjében – dél-koreai riválisa, Csin Dzsongo mögött – a második helyen zárt.